# Punk (magazine)
Pour les articles homonymes, voir Punk.
Punk est un fanzine fondé en 1975 par le dessinateur John Holmstrom, l'éditeur Ged Dunn et le journaliste Legs McNeil. Il s'agit de la première publication à avoir popularisé la scène musicale du CBGB et, surtout, son usage du terme de « punk rock », forgé par des collaborateurs du magazine Creem quelques années auparavant, amena à la généralisation de l'expression au niveau mondial pour qualifier tous les nouveaux groupes produisant une musique inspirée par les Stooges, les New York Dolls, MC5 et les Ramones.
Punk a publié un total de 15 numéros entre 1976 et 1979, ainsi qu'un numéro spécial (The D.O.A. Filmbook) en 1981 ; il a été réactivé en 2006.
Parmi les artistes ayant fait la une de Punk, on peut citer les Sex Pistols, Iggy Pop, Lou Reed, Patti Smith et Blondie. Le magazine fut un vivier de jeunes talents de la nouvelle vague punk, dont nombre d'entre eux y réalisèrent leur première publication, tels que Mary Harron, Anya Philips, Roberta Bayley, David Godlis, Robert Romagnoli, Steve Taylor, Lester Bangs, Bob Gruen, Pam Brown, Buz Vaultz et Screaming Mad George. Il constituait également une porte d'entrée pour des artistes, photographes ou écrivains féminins qui s'étaient trouvés mis à l'écart de milieux majoritairement contrôlés par des hommes dans les années 1960.